# Presanella
La Presanella (3.558 m s. n. m.) es una montaña de los Alpes Réticos meridionales. Es la cima más alta de los Alpes del Adamello y de la Presanella y la cima más elevada enteramente comprendida en territorio trentino.

## Historia
La primera ascensión alpinística a la cima de la Presanella se realizó el 27 de agosto de 1864 por una cordada compuesta de los alpinistas D. W. Freshfield, M. Beachcroft y I. D. Walker, con Francois Devouassoud, guía de Chamonix, y B. Delpero, porteador de Vermiglio. La expedición salió de Vermiglio y conquistó, además de la cima principal, también las otras dos cimas que la rodean, Cima Gabbiolo y Cima di Vermiglio.
Otro alpinista famoso, el bohemio Julius von Payer, junto con el guía alpino Girolamo Botteri, el 17 de septiembre de 1864 (o sea el día siguiente la conquista por su parte de la cima del Adamello) intentó el asalto a la Cima Presanella, convencido de efectuar, como por el Adamello, la primera ascensión absoluta. Llegado a la cima, con condiciones atmosféricas no particularmente favorables, Payer descubrió con gran amargura que la cordada de Freshfield le había precedido.
Durante la Primera Guerra Mundial, la crestería paso Gabbiolo (3377 m) - Ago di Nardis (3289 m) - Croz delle Baracche (3100 m) - Cima Tamalè (2582 m), que delimita al oeste val Nardis, fue tomada por los austriacos. En el verano de 2000, en las vertientes de Punta Botteri, en Val Nardis, apareció en el glaciar un cañón austriaco de 10,4 cm modelo 1915 de fabricación Skoda. 

## Clasificación SOIUSA
Según la SOIUSA, la Cima Presanella pertenece a:
- Gran parte: Alpes orientales
- Gran sector: Alpes del sudeste
- Sección: Alpes Réticos meridionales
- Subsección: Alpes del Adamello y de la Presanella
- Supergrupo: Grupo de la Presanella
- Grupo: Macizo de la Presanella
- Subgrupo: Crinale de Stavel
- Código: II/C-28.III-B.4.b